# Прва банка Црне Горе
Прва банка Црне Горе је црногорска банка са сједиштем у Подгорици. Основана је 3. маја 1901. године. Тренутно је у већинском власништву Аца Ђукановића, млађег брата Мила Ђукановића.

## Контроверзе
Наводи се да је приватизацијом банке 2007. године, породица и пријатељи предсједника Владе Црне Горе Мила Ђукановића добили контролни интерес по повољним условима. Банка је 2008. године, на ивици колапса, добила помоћ од 44 милиона евра од државе. Тајна ревизија коју је спровео PricewaterhouseCoopers крајем 2009. и почетком 2010. године показала је лоше управљање банком.